# Ngày Tự do Báo chí thế giới
Ngày Tự do Báo chí thế giới, viết tắt là WPFD (World Press Freedom Day) là ngày Liên Hợp Quốc dành riêng để cổ vũ và nâng cao nhận thức về tầm quan trọng của Tự do báo chí trên toàn thế giới, ngày 3 tháng 5.

## Lịch sử
Theo đề nghị của Tổ chức Giáo dục, Khoa học và Văn hóa Liên Hợp Quốc, ngày 20.12.1993 Đại hội đồng Liên Hợp Quốc đã công bố ngày 3 tháng 5 là "Ngày Tự do Báo chí thế giới" (Nghị quyết số 48/432) để nâng cao nhận thức về tầm quan trọng của tự do báo chí và nhắc nhở các chính phủ về bổn phận phải tôn trọng và duy trì quyền tự do ngôn luận theo Điều 19 của Tuyên ngôn Quốc tế Nhân quyền và đánh dấu ngày kỷ niệm Tuyên ngôn Windhoek, một tuyên ngôn về những nguyên tắc tự do báo chí do các nhà báo châu Phi đưa ra năm 1991.
Các tổ chức như Phóng viên không biên giới (RSF) đã dùng ngày này để chỉ ra những biện pháp bạo lực và độc đoán của các nhà cầm quyền đối với báo chí, như bắt giam và giết hại các nhà báo. Theo tài liệu hàng năm của tổ chức "Phóng viên không biên giới" xuất bản ngày 3.5.2005 ở Genève thì riêng năm 2004 đã có 19 nhà báo bị giết ở Iraq. Chỉ riêng 4 tháng đầu năm 2005 trên thế giới đã có 22 nhà báo bị giết, trong đó có chín người ở Iraq. Vào ngày 1 tháng 1 năm 2005, trên thế giới có 107 người làm việc cho các phương tiện truyền thông bị cầm tù, chỉ tính riêng ở Cộng hòa Nhân dân Trung Hoa là 26 và Cuba là 22 người.
UNESCO đánh dấu "Ngày Tự do Báo chí thế giới" bằng việc nhắc tới Giải Guillermo Cano cho Tự do Báo chí trên thế giới trao cho một cá nhân, một tổ chức hay một cơ quan xứng đáng, đã có đóng góp xuất sắc vào việc bảo vệ hoặc làm tăng cao quyền tự do báo chí trên khắp thế giới, nhất là khi việc này được thực hiện lúc phải đối mặt với sự nguy hiểm. Được thiết lập năm 1997, giải này được trao theo sự tiến cử của một ban giám khảo độc lập gồm 14 chuyên gia về tin tức. Các tên ứng viên do các tổ chức phi chính phủ quốc tế và địa phương đấu tranh cho tự do báo chí và các nước thành viên UNESCO đề cử.
Giải được đặt tên như vậy để vinh danh Guillermo Cano Isaza, một nhà báo người Colombia đã bị ám sát ngay trước trụ sở tòa báo El Espectador của ông ở Bogotá, ngày 17.12.1986 vì ông viết nhiều bài tố cáo tội phạm của những ông trùm ma túy đầy thế lực ở Colombia.
UNESCO cũng đánh dấu "Ngày Tự do Báo chí thế giới" mỗi năm bằng cách tập hợp các chuyên gia phương tiện truyền thông, các tổ chức tự do báo chí và các cơ quan Liên Hợp Quốc để đánh giá tình trạng tự do báo chí trên toàn thế giới và bàn luận các giải pháp để giải quyết những thách thức. Mỗi hội nghị tập trung vào một chủ đề liên quan đến tự do báo chí, bao gồm việc quản trị tốt, việc theo dõi đua tin của phương tiện truyền thông về nạn khủng bố, tinh trạng các tội phạm không bị trừng phạt và vai trò của các phương tiện truyền thông ở các nước sau khi xảy ra chiến tranh.
Ngày Tự do Báo chí thế giới năm 2011 2011 World Press Freedom Day celebration Lưu trữ ngày 3 tháng 5 năm 2011 tại Wayback Machine được tổ chức ở Washington, D.C., Hoa Kỳ từ ngày 1-3 tháng 5. Đây là lần đầu tiên Hoa Kỳ đứng ra tổ chức lễ kỷ niệm Ngày Tự do Báo chí thế giới. Chủ đề của ngày này năm nay là "Truyền thông thế kỷ 21: Các giới hạn mới, các rào cản mới". Ngày kỷ niệm này đã khẳng định các nguyên tắc cơ bản của phương tiện truyền thông tự do trong thời đại kỹ thuật số - khả năng của các công dân nói lên ý kiến của họ và khả năng truy cập các nguồn thông tin độc lập khác nhau - 20 năm sau Tuyên ngôn ban đầu được đưa ra ở Windhoek, Namibia. Chương trình và chương trình nghị sự Ngày Tự do Báo chí thế giới 2011 có thể xem ở đây here Lưu trữ ngày 11 tháng 10 năm 2011 tại Wayback Machine.
Các Ngày Tự do Báo chí thế giới hàng năm được UNESCO và nước chủ nhà tổ chức vào ngày 3 tháng 5, thường khai mạc bằng thông điệp của Tổng thư ký Liên Hợp Quốc với sự chủ tọa của Tổng Giám đốc UNESCO và Tổng thống hay Thủ tướng nước chủ nhà.

## Ngày Tự do Báo chí thế giới và các chủ đề
- 2014: Paris, Pháp - "Media Freedom for a Better Future:Shaping the post-2015 Development Agenda"
- 2013: San José, Costa Rica - "Safe to Speak: Securing Freedom of Expression in All Media" [3]
- 2012: Tunis, Tunisia - "New Voices: Media Freedom Helping to Transform Societies"
- 2011: Washington D.C., Hoa Kỳ - "21st Century Media: New Frontiers, New Barriers-"
- 2010: Brisbane, Úc - "Freedom of information: the right to know".
- 2009: Doha, Qatar - "Dialogue, mutual understanding and reconciliation."
- 2008: Maputo, Mozambique - "Celebrating the fundamental principles of press freedom."
- 2007: Medellín, Colombia - "The United Nations and the freedom of press."
- 2006: Colombo, Sri Lanka - "The media as drivers of change."
- 2005: Dakar, Senegal - "Media and Good Governance".
- 2004: Belgrade, Serbia - "Who decides how much information?".
- 2003: Kingston, Jamaica - "The Media and Armed Conflict."
- 2002: Manila, Philippines - "Covering the War on Global Terrorism."
- 2001: Windhoek, Namibia - "combating racism and promoting diversity: the role of free press."
- 2000: Genève, Thụy Sĩ - "Reporting the News in a Dangerous World: The Role of the Media in conflict settlement, Reconciliation and peace-building."
- 1999: Bogota, Colombia - "Turbulent Eras: Generational Perspectives on Freedom of the Press."
- 1998: Luân Đôn, Anh - "Press Freedom is a Cornerstone of Human Rights."

## 2014
Tổ chức Phóng viên Không Biên giới công bố danh sách 100 'Anh hùng Thông tin' nhân Ngày Tự do Báo chí Thế giới 2014 trong đó có ba người Việt Nam, ông Lê Ngọc Thanh, Phạm Chí Dũng và Trương Duy Nhất.

## 2023
Theo bảng xếp hạng hàng năm về điều kiện hành nghề báo của 180 nước trên thế giới của Phóng viên không biên giới, các nước Bắc Âu đứng đầu bảng, cụ thể là Na Uy (1), Irland (2), hay Đan Mạch (3). Về phía cuối bảng, 3 nước châu Á là Việt Nam (178), tụt 4 hạng, vì đã truy quét, săn lùng các nhà báo, nhà bình luận hoạt động độc lập, Trung Quốc (179) nơi được coi là nhà tù lớn nhất thế giới giam giữ nhà báo và cuối bảng là Bắc Triều Tiên (thứ 180). 